# Wólka Zdunkówka
Wólka Zdunkówka – wieś w Polsce położona w województwie lubelskim, w powiecie radzyńskim, w gminie Wohyń.
W latach 1975–1998 miejscowość administracyjnie należała do województwa bialskopodlaskiego.
Wieś jest sołectwem w gminie Wohyń. Według Narodowego Spisu Powszechnego z roku 2011 wieś liczyła 247 mieszkańców.
Wierni Kościoła rzymskokatolickiego należą do parafii Najświętszego Serca Jezusowego w Suchowoli.

## Części wsi
| SIMC    | Nazwa | Rodzaj    |
| ------- | ----- | --------- |
| 0022645 | Góry  | część wsi |
| 0022651 | Niwy  | część wsi |